# Jimmy Hugall
James Cockburn Hugall (26 tháng 4 năm 1889 - 23 tháng 9 năm 1927) là một thủ môn bóng đá người Anh, được nhớ đến nhiều nhất với 12 năm ở Football League cùng Clapton Orient. Ông cũng thi đấu cho Durham City và Hamilton Academical.

## Thống kê sự nghiệp
| Câu lạc bộ          | Mùa giải            | Giải quốc nội           | Giải quốc nội | Giải quốc nội | Cúp quốc gia | Cúp quốc gia | Khác    | Khác      | Tổng    | Tổng      |
| Câu lạc bộ          | Mùa giải            | Hạng đấu                | Số trận       | Bàn thắng     | Số trận      | Bàn thắng    | Số trận | Bàn thắng | Số trận | Bàn thắng |
| ------------------- | ------------------- | ----------------------- | ------------- | ------------- | ------------ | ------------ | ------- | --------- | ------- | --------- |
| Clapton Orient      | 1914-15             | Second Division         | 31            | 0             | 1            | 0            | —       | —         | 32      | 0         |
| Hamilton Academical | 1922-23             | Scottish First Division | 17            | 0             | 0            | 0            | 1       | 0         | 18      | 0         |
| Tổng cộng sự nghiệp | Tổng cộng sự nghiệp | Tổng cộng sự nghiệp     | 48            | 0             | 1            | 0            | 1       | 0         | 50      | 0         |

1. ↑  Số trận ở Lanarkshire Express Cup.